# Juan Ignacio González
Juan Ignacio González (* 8. Juli 1984 in Guadalajara, Jalisco) ist ein mexikanischer Fußballspieler auf der Position eines Verteidigers.

## Laufbahn
González begann seine Profikarriere 2004 bei seinem Heimatverein Atlas Guadalajara, für den er allerdings nie zu einem Profieinsatz kam. Denn während seiner mehr als vierjährigen Zeit bei den Rojinegros spielte er ausschließlich auf Leihbasis; zunächst für dessen Farmteams Coyotes de Sonora und Académicos de Guadalajara sowie später für Atlético Celaya und den Ligakonkurrenten Tecos de la U.A.G. (einschließlich dessen Reservemannschaft Tecos U.A.G. Zapopan).
Im Sommer 2008 wurde González dann an den Querétaro FC verkauft und gewann mit den Gallos Blancos auf Anhieb die Zweitligameisterschaft der Apertura 2008 sowie im darauffolgenden Sommer die Meisterschaft der Gesamtsaison 2008/09, wodurch der Aufstieg in die erste Liga gelang.
Im Winter 2009/10 wurde er dann an den damaligen Zweitligisten Club León verkauft. Mit den Esmeraldas gewann er die Zweitligameisterschaft der Clausura 2012 sowie anschließend das Aufstiegsfinale der Saison 2011/12, wodurch González zum zweiten Mal den Aufstieg in die höchste Spielklasse feiern durfte.
Seine erfolgreichste Saison mit den Esmeraldas war die Spielzeit 2013/14, in der er mit dem Club León beide Meisterschaften gewann und somit zweimal in Folge mexikanischer Meister wurde. In beiden Finalpaarungen erzielte González Tore.
Im Finalrückspiel der Apertura 2013 erzielte er (nach einem 2:0-Heimsieg gegen den Club América) im Rückspiel im Aztekenstadion zunächst ein Eigentor zum zwischenzeitlichen 1:1, ehe er selbst mit dem Treffer zum 2:1 wieder für die Führung sorgte. Das Spiel endete 3:1 für León.
Im Finalrückspiel der Clausura 2014 erzielte González erneut ein Tor, das diesmal jedoch wesentlich wichtiger war als das Tor gegen América. Nachdem León das Hinspiel gegen den CF Pachuca 2:3 verloren hatte, retteten sie sich im Rückspiel durch einen 1:0-Sieg im Estadio Hidalgo in die Verlängerung. Das entscheidende Tor zum Titelgewinn erzielte González dann in der 111. Minute.

## Erfolge
- Mexikanischer Meister: Apertura 2013, Clausura 2014
- Mexikanischer Zweitligameister: Apertura 2008, Clausura 2012